# Здравствуй, грусть! (фильм, 2024)
«Здравствуй, грусть!» (фр. Bonjour Tristesse) — художественный фильм в жанре драмы режиссёра Дурга Чу-Босе. В главных ролях в фильме снялись Хлоя Севиньи, Лили Макинерни и Клас Банг. Экранизация одноимённого романа 1954 года Франсуазы Саган.
Премьера фильма состоялась в программе Discovery на Международном кинофестивале в Торонто в 2024 году.

## Сюжет
Сесиль и её овдовевший отец Раймон проводят лето на юге Франции вместе с его новой возлюбленной Эльзой. Однако равновесие нарушается с приездом Анны, старой подруги матери и отца Сесиль.

## В ролях
- Хлоя Севиньи — Анна
- Клас Банг — Раймон
- Лили Макинерни — Сесиль
- Наиля Харзун — Эльза
- Алеха Шнайдер — Сирил
- Ребекка Дайан — Фрэнсис Уэбб

## Производство
Кинокомпания Film Constellation продает права на распространение фильма, автором сценария и режиссёром выступит Дурга Чу-Босе, для которой это будет первый режиссёрский проект в полнометражном кино. Продюсерами проекта стали Babe Nation Films Кэти Берд Нолан и Линдси Тапскотт, которым потребовалось три года, чтобы получить права на роман, и семь лет потребовалось до начала съёмок. Также продюсерами выступают Ной Сигал и Кристина Пиовсан из Elevation Pictures, Вольфганг Мюллер и Бенито Мюллер из Barry Films и Джули Вьез из Cinenovo. Исполнительные продюсеры — Фабьен Вестерхофф из Constellation Productions, Сюзанна Корт и сын Франсуазы Саган Денис Вестхофф. В актёрский состав вошли Хлоя Севиньи, Лили Макинерни и Клас Банг. Съёмки начались в Кассисе на юге Франции в мае 2023 года.